# 陸上自衛隊教育訓練研究本部

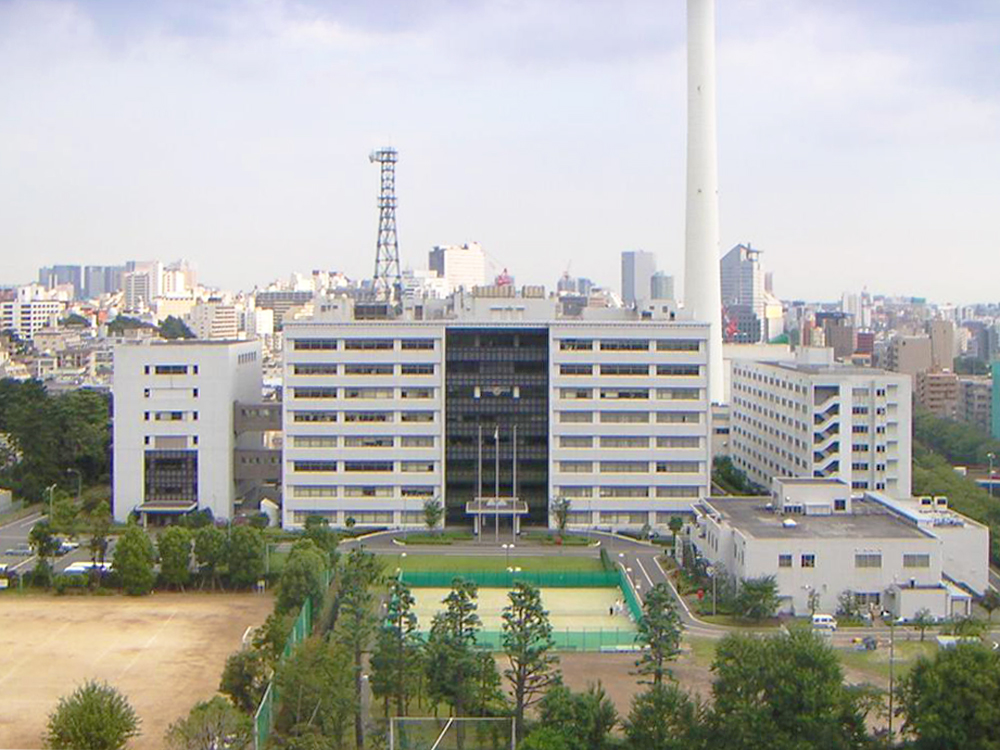
陸上自衛隊教育訓練研究本部庁舎
（旧陸上自衛隊幹部学校庁舎を使用）

陸上自衛隊教育訓練研究本部（りくじょうじえいたいきょういくくんれんけんきゅうほんぶ、英語: JGSDF Training Evaluation Research and Development Command: TERCOM）は、陸上自衛隊目黒駐屯地（東京都目黒区）に所在する防衛大臣直轄の機関である。
陸上自衛隊幹部学校と陸上自衛隊研究本部を母体として2018年（平成30年）に設立された。

## 概要
2018年（平成30年）2月9日に公布された「自衛隊法施行令等の一部を改正する政令（平成30年政令第33号）」に基づき、同年3月27日に陸上自衛隊幹部学校と陸上自衛隊研究本部を統合して発足した防衛大臣直轄の機関である。
教育訓練研究本部は次の事務を所掌する（自衛隊法施行令第48条の4）。
1. 自衛隊法第25条[4][注釈 1]第1項に規定する事務の実施の企画、総合調整及び統制業務[注釈 2]
2. 陸上自衛隊の部隊の上級部隊指揮官又は上級幕僚としての職務を遂行するに必要な知識及び技能を修得させるための教育訓練[注釈 3]
3. 陸上自衛隊における大部隊の運用等に関する調査研究[注釈 4]

研究本部の前身は幹部学校研究部であるため、実質的には幹部学校と研究本部が再統合される形ではあるものの、両者にはなかった、陸上自衛隊の各職種学校の運営を統制する任務が新たに付与されていることから、前身組織とは趣旨・性質を異にする点であることに留意。
教育訓練研究本部は大日本帝国陸軍における教育総監部に相当する。教育総監部の長である教育総監は、陸軍大臣・参謀総長（陸上自衛隊では陸上幕僚長に相当）と共に陸軍三長官と呼ばれる要職のひとつであった。陸上自衛隊教育訓練研究本部長には陸将 が、副本部長および各部長には陸将補（二） が充てられる。

## 沿革
- 2018年（平成30年）3月27日：陸上自衛隊幹部学校と陸上自衛隊研究本部を統合して発足。
- 2020年（令和02年）3月26日：訓練評価部隷下に訓練評価支援隊が北千歳駐屯地に新編[8][9]。

## 設置されている課程
- 指揮幕僚課程（CGS）
- 技術高級課程（TAC）
- 幹部高級課程（AGS）

## 編成
- 教育訓練研究本部長（陸将：政令指定職3号）
- 副本部長
- 総合企画部（部長は副本部長が兼務）
  - 総合企画課
    - 総合企画官（2人）

  - 総務課
  - 管理課
  - 会計課
- 教育部
  - 総括室
  - 主任教官（9人）
- 研究部
  - 総括室
  - 総括主任研究官（1人）
  - 主任研究開発官（3人）
- 訓練評価部
  - 総括室
  - 主任訓練評価官（2人）
- 陸上自衛隊開発実験団（富士駐屯地）
- 訓練評価支援隊（北千歳駐屯地）

## 主要幹部
| 官職名                                         | 階級          | 氏名     | 補職発令日     | 前職                                                |
| ---------------------------------------------- | ------------- | -------- | -------------- | --------------------------------------------------- |
| 陸上自衛隊教育訓練研究本部長 兼 目黒駐屯地司令 | 陸将          | 戒田重雄 | 2025年08月01日 | 第4師団長                                           |
| 副本部長 兼 総合企画部長                       | 陸将補（一）  | 濵崎芳夫 | 2025年03月24日 | 陸上幕僚監部指揮通信システム・情報部長              |
| 教育部長                                       | 陸将補（二）  | 神園雄一 | 2025年03月24日 | 自衛隊情報保全隊司令                                |
| 研究部長                                       | 陸将補（二）  | 小山直伸 | 2025年03月24日 | 陸上自衛隊高射学校長 兼 下志津駐屯地司令            |
| 訓練評価部長                                   | 陸将補（二）  | 宮﨑章   | 2025年03月24日 | 中部方面総監部幕僚副長                              |
| 陸上自衛隊開発実験団長                         | 陸将補（二）  | 山本公威 | 2024年03月28日 | 防衛装備庁プロジェクト管理部 プロジェクト管理総括官 |
| 訓練評価支援隊長                               | 1等陸佐（二） | 開 雅史  | 2025年3月17日  | 第6師団司令部幕僚長                                 |

| 代 | 氏名     | 在職期間                       | 出身校・期 | 前職                 | 後職 |
| -- | -------- | ------------------------------ | ---------- | -------------------- | ---- |
| 01 | 岩谷要   | 2018年3月27日 - 2019年8月22日  | 防大28期   | 陸上自衛隊研究本部長 | 退職 |
| 02 | 田中重伸 | 2019年8月23日 - 2021年12月21日 | 防大30期   | 第3師団長            | 退職 |
| 03 | 廣惠次郎 | 2021年12月22日 - 2025年7月31日 | 防大33期   | 第5旅団長            | 退職 |
| 04 | 戒田重雄 | 2025年8月1日 -                 | 防大35期   | 第4師団長            |      |